# 석주엽
석주엽(1998년 7월 30일 ~ )은 대한민국의 전직 카트라이더 프로게이머로 아이디는 PLANZY를 사용했다.

## 선수 시절
2017년 1월, 듀얼 레이스 시즌2에 Sense Line 소속으로 참가하면서 커리어를 시작했다. 듀얼 레이스 시즌2 팀전 6위를 기록했다.
2021년 6월 10일, SGA 인천에 입단했다. 2021-2시즌 팀전 4위를 기록했다. 2021수퍼컵 팀전 7위를 기록했다. 이후 팀이 해체되었다.
2022년 7월, APEX 소속으로 활동한다. 2022-2시즌 팀전 6위를 기록했다. 
2022년 10월, FINALE e-sports 소속으로 활동한다. 2022수퍼컵 팀전 7위를 기록했다.
2023년 3월 2일, ROX 게이밍에 입단했다. 프리시즌1 팀전 4위를 기록했다. 프리시즌2 팀전 3위를 달성했다. 이후 팀에서 퇴단했다.
2023년 8월, FINALE e-sports 소속으로 활동한다. 2023시즌 팀전 6위를 기록했다.

## 소속팀
| # | 팀명            | 소속 기간                 | 소속 리그 | 비고 |
| - | --------------- | ------------------------- | --------- | ---- |
| 1 | Sense Line      | 2017.01.14. ~ 2017.04.15. | KRL       |      |
| 2 | SGA 인천        | 2021.06.10. ~ 2021.12.30. | KRL       |      |
| 3 | APEX            | 2022.07.23. ~ 2022.10.08. | KRL       |      |
| 4 | FINALE e-sports | 2022.10.14. ~ 2022.12.17. | KRL       |      |
| 5 | ROX 게이밍      | 2023.03.02. ~ 2023.07.31. | KDL       |      |
| 4 | FINALE e-sports | 2023.08.25. ~ 2023.12.09. | KDL       |      |

## 수상 내역
- 카트라이더: 드리프트 리그 프리시즌 2 팀전 3위